# Edificio Güelfi

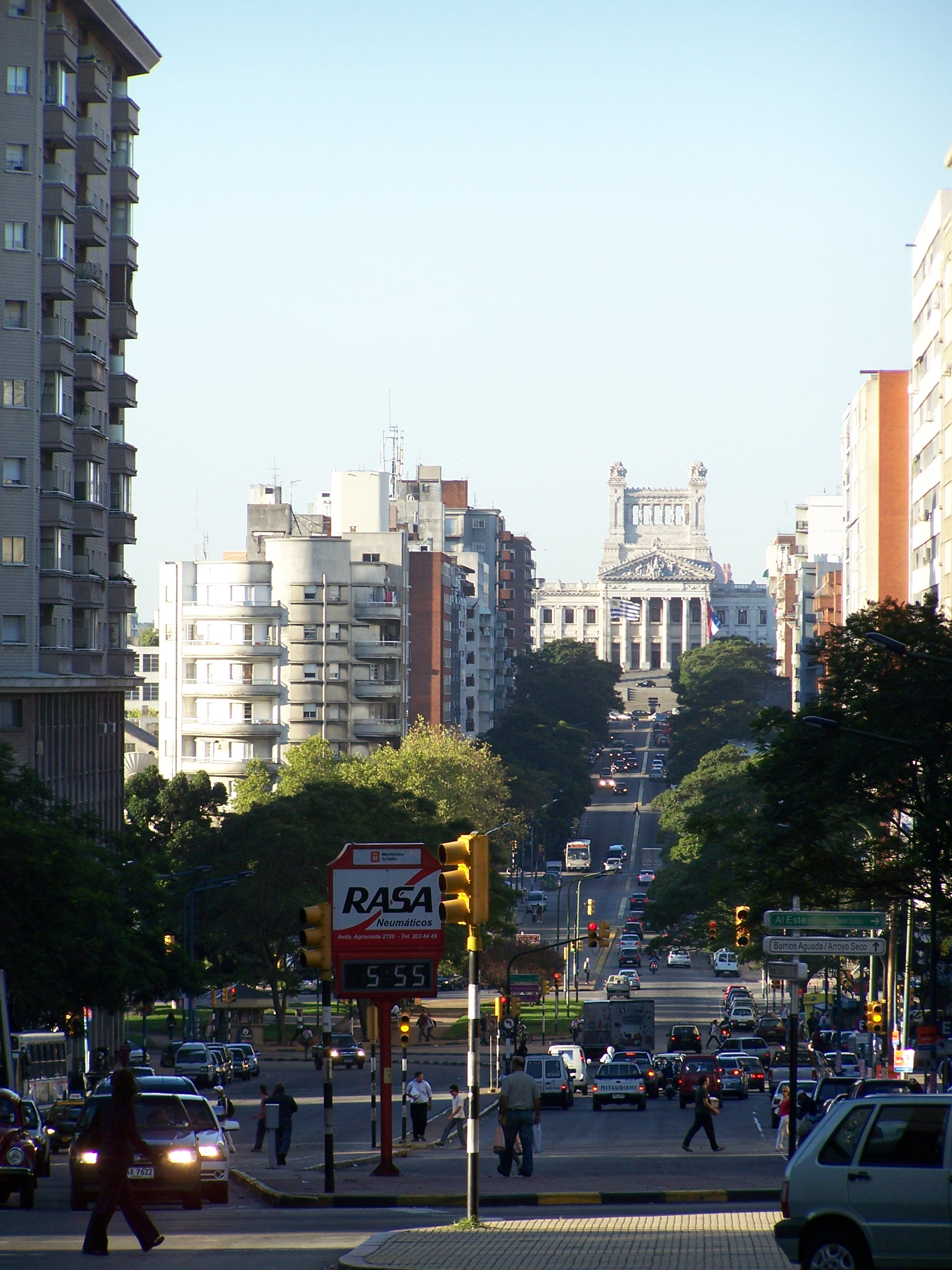
Edificio Güelfi (Mitte links, über dem RASA-Schild)

Das Edificio Güelfi, auch als Edificio Guelfi bezeichnet, ist ein Bauwerk in der uruguayischen Landeshauptstadt Montevideo.
Das 1936 errichtete Gebäude befindet sich im Barrio La Aguada an der Avenida Libertador Brig. Gral. Juan A. Lavalleja 1763–1777 sowie den Straßen Valparaíso und Cuareim. Für den Bau zeichnete als Architekt Francisco Vázquez Echeveste verantwortlich. Ursprünglich beherbergte das Edificio Güelfi Mietwohnungen, Geschäfte sowie im Erdgeschoss eine Bank. Heute sind die Mietwohnungen Wohnappartements gewichen. Neben Geschäften und Büros befindet sich im Parterre nach wie vor eine Bank. Architektonisch wird das Bauwerk der Moderne zugeschrieben.

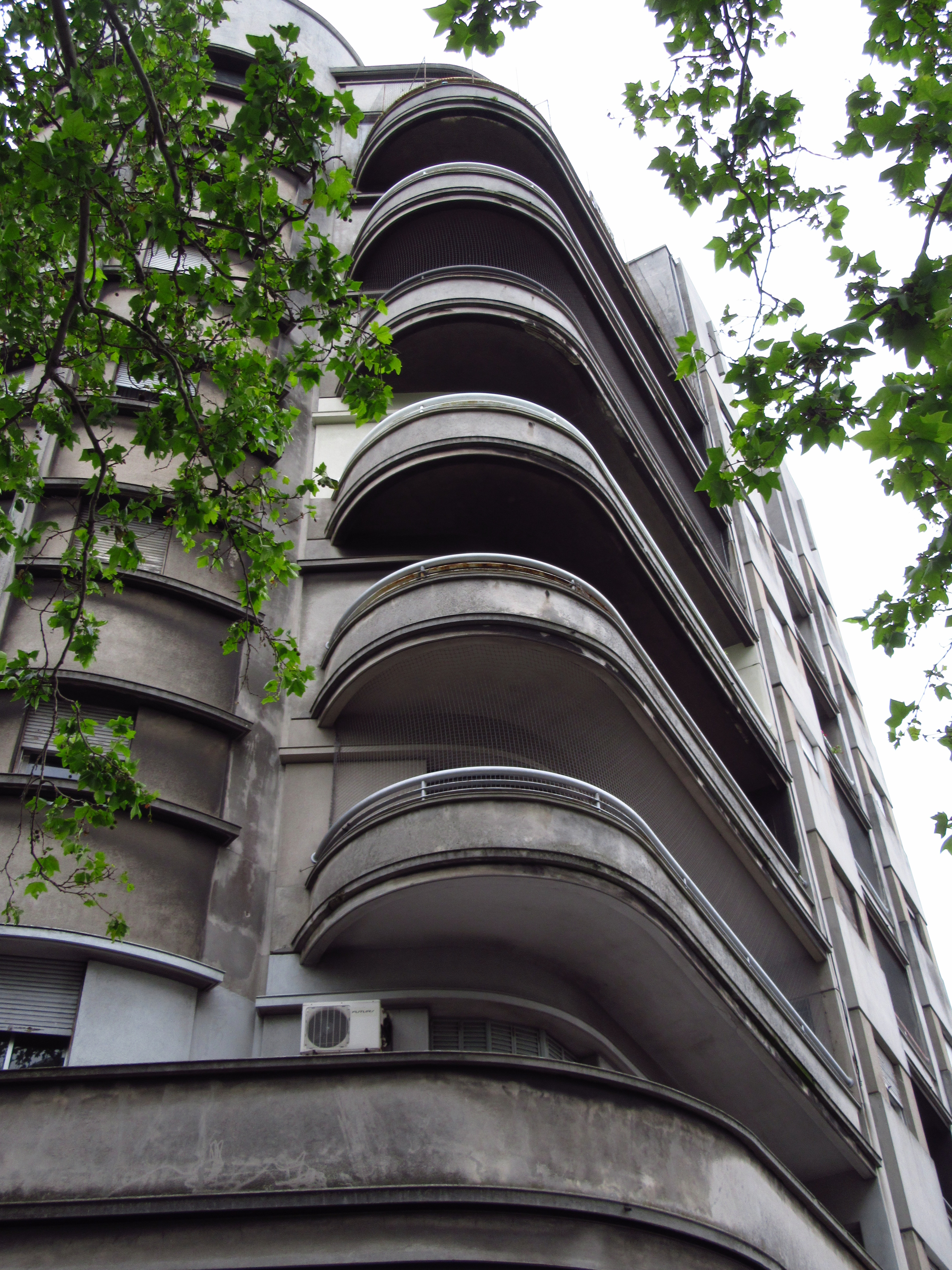
Fassade